# フリン・ダウンズ
フリン・ダウンズ（Flynn Downes, 1999年1月20日 - ）は、イングランドのエセックス州ブレントウッド出身のプロサッカー選手。EFLチャンピオンシップのサウサンプトンFC所属。ポジションはミッドフィールダー。

## 経歴

### イプスウィッチ・タウン
2006年に7歳でイプスウィッチ・タウンFCのユースアカデミーに加入。
2017年6月29日に1年間のプロ契約を結んだが、その後のプレシーズンの試合での活躍を監督のマイク・マッカーシーから評価され、新たに3年契約を結んだ。

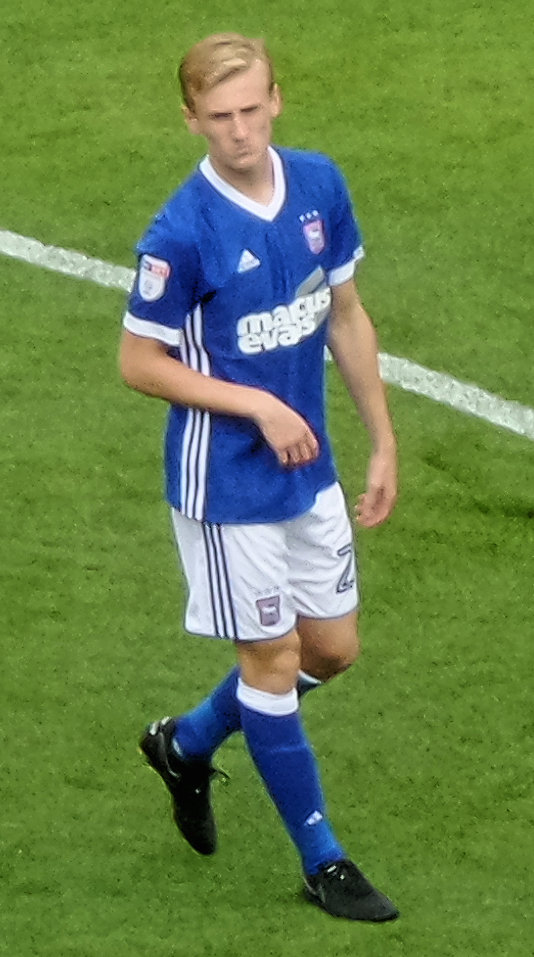
イプスウィッチ・タウンFCでのダウンズ
(2017年)

2017-18シーズンのバーミンガム・シティFC戦に途中出場してプロデビューした。

#### ルートン・タウン
2018年1月31日にEFLリーグ2のルートン・タウンFCへ期限付き移籍した。移籍後は10試合に出場し、チームはEFLリーグ1へ昇格した。

#### 期限付き移籍終了後
2018-19シーズンよりイプスウィッチへ復帰し、2019年3月に3年間の契約延長に合意した。リーズ・ユナイテッドFCとのシーズン最終戦でプロ初得点を記録した。同シーズン、チームはEFLリーグ1へ降格した。
2019年12月1日、コヴェントリー・シティFCとのFAカップ2回戦にて、クラブ史上最年少となる20歳でキャプテンを務めた。
2020年夏の移籍市場で注目を集め、クリスタル・パレスFCなどプレミアリーグの複数クラブからオファーを受けたが、イプスウィッチが拒否した。これを知ったダウンズはイプスウィッチに対し移籍を要求し、2020-21シーズン最初の3試合を欠場した。同シーズンは膝の負傷もあり25試合の出場に留まった。
2021年夏、新たに監督に就任したポール・クックはダウンズをチームの構想に入れず、U-23チームでトレーニングするよう通達した。2021-22シーズン開幕前の時点で、ダウンズには背番号が割り振られていなかった。

### スウォンジー・シティ
2021年8月10日にスウォンジー・シティAFCへ完全移籍し、4年契約を結んだ。移籍金は150万ポンド。アカデミー時代から15年間在籍したイプスウィッチを退団することになった。
2021-22シーズンはプレミアリーグ、EFLチャンピオンシップ、EFLリーグ1、EFLリーグ2の全選手中で1位となるパス成功率92.6%を記録した。

### ウェストハム・ユナイテッド
2022年7月7日にプレミアリーグのウェストハム・ユナイテッドFCへ完全移籍し、5年契約を結んだ。移籍金は1,200万ポンド。8月7日、マンチェスター・シティFC戦にてプレミアリーグの公式戦に初出場した。
2022-23シーズンのUEFAヨーロッパカンファレンスリーグに出場し、チームは決勝でACFフィオレンティーナ に勝利して優勝した。

### サウサンプトン
2023年8月21日にEFLチャンピオンシップのサウサンプトンFCへ期限付き移籍した。
2024年1月20日、古巣のスウォンジー・シティ戦で移籍後初得点を記録した。2023-24シーズンは37試合に出場して2得点、3アシストを記録し、チームのプレミアリーグ昇格に貢献。サウサンプトンのファンで知られる当時のイギリス首相リシ・スナクもダウンズのパフォーマンスを賞賛した。
2024年7月16日にサウサンプトンへ完全移籍し、4年契約を結んだ。移籍金は1,500万ポンド。

## 代表歴
U-19イングランド代表、U-20イングランド代表に選出経験がある。

## タイトル

### クラブ
ウェストハム・ユナイテッド
- UEFAヨーロッパカンファレンスリーグ：1回（2022-23